# Международный аэропорт имени Тома Санкары

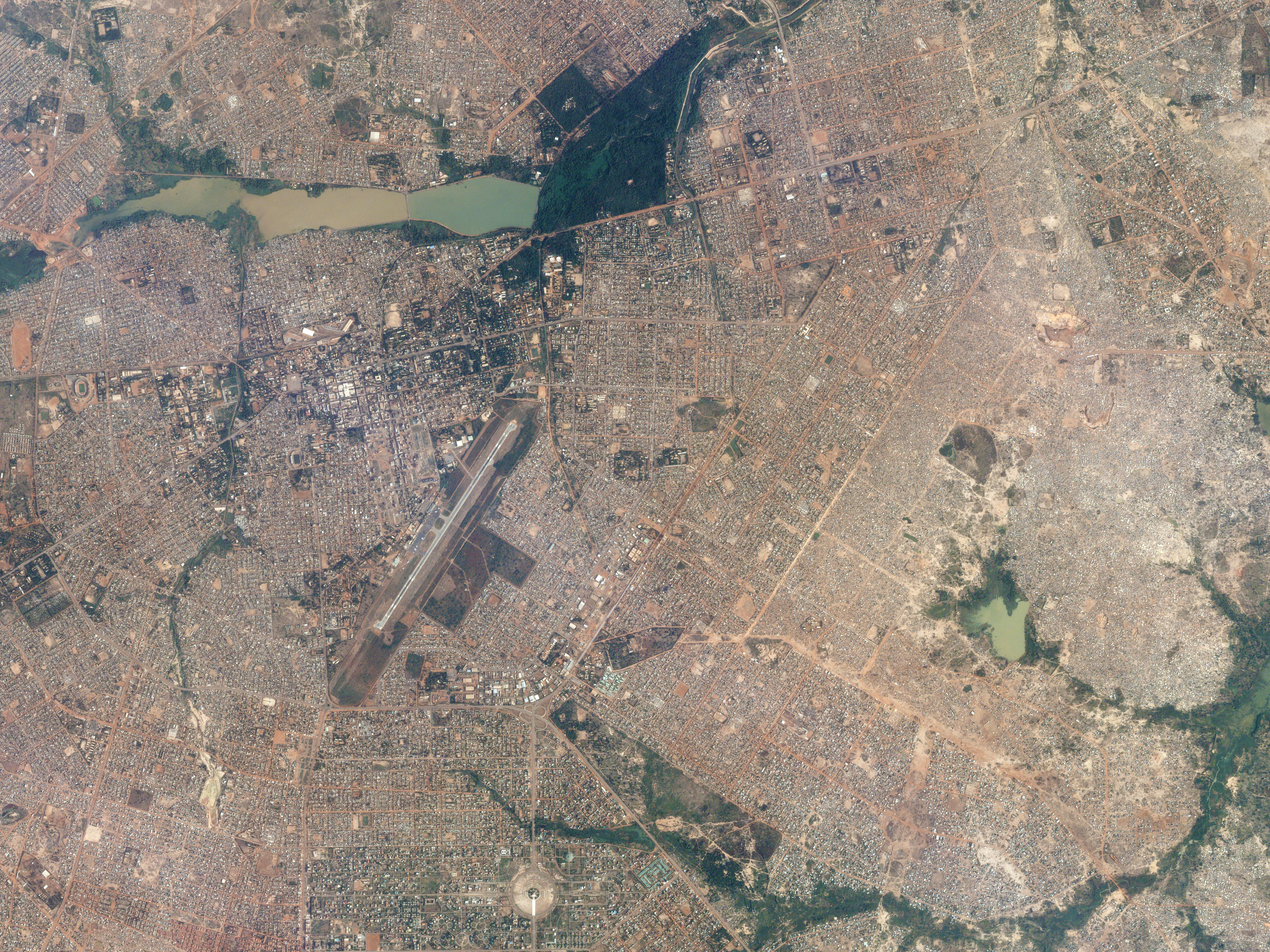
Снимок аэропорта с воздуха.

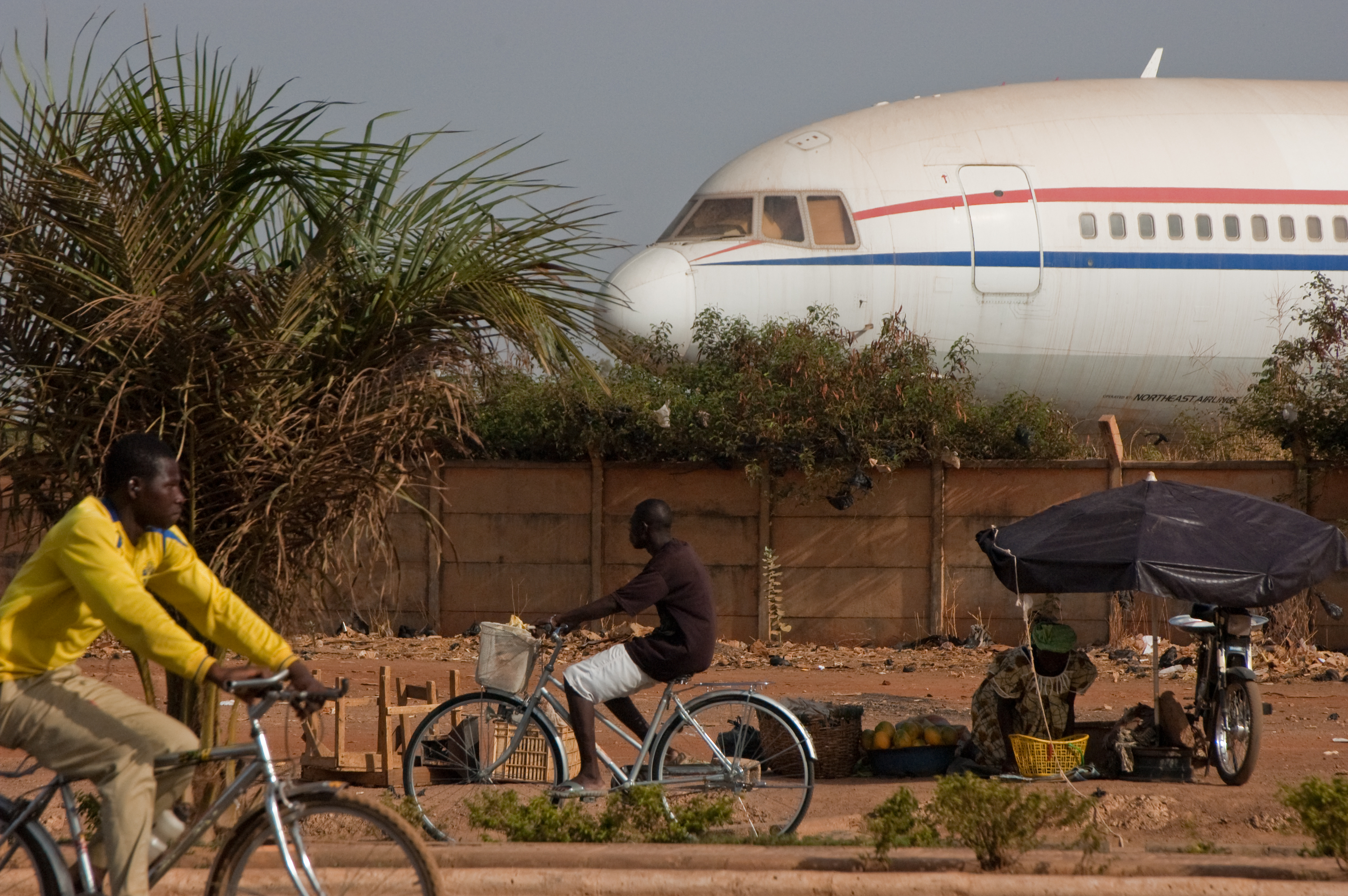
Самолет в аэропорту на фоне уличных торговцев.

Международный аэропорт имени Тома Санкары (фр. Aéroport international de Thomas Sankara) (ИАТА: OUA, ИКАО: DFFD) международный аэропорт в центре  Уагадугу, столицы Буркина-Фасо. Он был построен в 1960-х годах и находится примерно в 1,5 км к юго-востоку от основного коммерческого района. Размеры аэропорта составляет примерно 4,8 км в длину, 0,5 км в ширину в самом узком месте и занимает площадь примерно 4,26 км2. Взлетно-посадочная полоса имеет длину 3000 метров . Когда аэропорт был построен, он находился на южной окраине города. С тех пор Уагадугу сильно расширился, и теперь аэропорт полностью окружен городской застройкой.
Помимо того, что аэропорт Уагадугу перерос свои ограничения пропускной способности, он является источником загрязнения и риска. Правительство планирует построить новый аэропорт в 30 км к северу от столицы.
Помимо гражданского авиации, в аэропорту есть военная база.
Аэропорт Уагадугу обслуживает около 98% всех регулярных коммерческих авиаперевозок в Буркина-Фасо. Air Burkina и Air France обслуживают около 60% регулярных пассажирских рейсов. В период с 2005 по 2011 год пассажиропоток в аэропорту Уагадугу рос в среднем на 7,0% в год, достигнув около 404 726 пассажиров в 2011 году и, по оценкам, к 2025 году он достигнет 850 000 человек.
В 2007 году это был 15-й по загруженности аэропорт в Западной Африке по пассажиропотоку, между аэропортами Порт-Харкорта и Банжула.
Общий объем грузоперевозок вырос на 71% с 4 350 тонн в 2005 году до примерно 7 448 тонн в 2009 году.

## Статистика
Данные из запроса в Викиданные.

## Военная база
Военные Соединенных Штатов используют военную часть аэропорта в качестве центра своих операций воздушной разведки на большей части Западной Африки.
Операции по наблюдению осуществляются в основном с помощью небольших невооруженных турбовинтовых самолетов, замаскированных под частные самолеты, но оснащенных оборудованием для наблюдения. Самолеты-шпионы США летают на сотни километров на север, в Мали, Мавританию и Сахару, где они ищут боевиков «Аль-Каиды» из Магриба. Самолеты дозаправляются на изолированных взлетно-посадочных полосах, что увеличивает эффективную дальность полета на тысячи километров.
Уагадугу — самая важная из примерно дюжины авиабаз, созданных США в Африке с 2007 года.

## Новый аэропорт
Правительство планирует закрыть нынешний аэропорт после строительства аэропорта Уагадугу-Донсин, примерно в 35 км к северо-востоку от Уагадугу, недалеко от деревни Донсин. Первоначально предполагалось, что строительство будет завершено примерно в 2018 году, и правительство Буркина-Фасо получило кредит в размере 85 миллионов долларов от Всемирного банка для финансирования строительства. Правительство Буркина-Фасо полагало, что стоимость проекта составит 618 миллионов долларов. Ожидаемая дата открытия перенесена на декабрь 2021 года.
Первый этап строительства нового аэропорта был запланирован на пятилетний период, начиная с 2013 г. и заканчивая 2018 г. Этот этап будет сосредоточен на строительстве инфраструктуры, необходимой для переноса операций из Уагадугу в Донсин. Планы предусматривают создание одной взлетно-посадочной полосы длиной 3500 м, что на 500 м длиннее, чем в нынешнем аэропорту, с возможностью увеличения до 4000 м. Обычно 3000 м (9800 футов) достаточно для посадки практически любого самолета на уровне моря, но более длинные взлетно-посадочные полосы удобны для тяжело загруженных грузовых самолетов. Пространство для второй взлетно-посадочной полосы и сопутствующей инфраструктуры было зарезервировано на случай, если этого потребует рост воздушного движения.
Второй этап расширения запланирован на 2026–2030 годы, чтобы удовлетворить прогнозируемый рост спроса. Однако на данном этапе правительство Буркина-Фасо ищет инвесторов только для первого этапа.